# امهات عوینه
امهات عوینه یک منطقهٔ مسکونی در قطر است که در شهرداری الریان واقع شده‌است. امهات عوینه ۱۳٫۲ کیلومتر مربع مساحت دارد.